# Olympische Sommerspiele 1992/Teilnehmer (Elfenbeinküste)
| Gelbes Symbol für Goldmedaillen mit stilisierten Olympischen Ringen | Graues Symbol für Silbermedaillen mit stilisierten Olympischen Ringen | Braundes Symbol für Bronzemedaillen mit stilisierten Olympischen Ringen |
| ------------------------------------------------------------------- | --------------------------------------------------------------------- | ----------------------------------------------------------------------- |
| —                                                                   | —                                                                     | —                                                                       |

Die Elfenbeinküste nahm an den Olympischen Sommerspielen 1992 in Barcelona, Spanien, mit einer Delegation von 13 Sportlern (acht Männer und fünf Frauen) an elf Wettkämpfen in drei Sportarten teil. Medaillen konnten keine gewonnen werden. Es war die siebte Teilnahme an Olympischen Sommerspielen für das Land.

## Teilnehmer nach Sportarten

### Judo
Herren
- Isaac Angbo
  - Mittelgewicht

Rang 21
- Moshe Pennavayre
  - Halbmittelgewicht

Rang 34

### Kanu
Herren

Zweier-Kajak 500 Meter
- Ergebnisse
Runde eins: in Lauf drei (Rang acht) nicht für die nächste Runde qualifiziert, 1:45,73 Minuten
Runde eins Hoffnungslauf: ausgeschieden in Lauf zwei (Rang sieben), 1:47,72 Minuten
- Mannschaft
Koutoua Abia
Drissa Traouré

### Leichtathletik
Damen

4 × 100 Meter Staffel
- Ergebnisse
Runde eins: ausgeschieden in Lauf zwei, disqualifiziert
- Mannschaft
Louise Ayétotché
Ziga Foufoué
Alimata Koné
Olga Mutanda

Einzel
- Ziga Foufoué
  - 100 Meter Lauf

Runde eins: ausgeschieden in Lauf fünf (Rang sechs), 11,77 Sekunden
- Alimata Koné
  - 400 Meter Lauf

Runde eins: in Lauf sechs (Rang fünf) für das Viertelfinale qualifiziert, 53,76 Sekunden
Viertelfinale: ausgeschieden in Lauf vier (Rang acht), 53,80 Sekunden
- Olga Mutanda
  - 200 Meter Lauf

Runde eins: ausgeschieden in Lauf eins (Rang sechs), 24,19 Sekunden
- Lucienne N’Da
  - Hochsprung

Qualifikationsrunde: Gruppe A, 1,79 Meter, Rang 18, Gesamtrang 37, nicht für das Finale qualifiziert
1,60 Meter: ausgelassen
1,65 Meter: ausgelassen
1,70 Meter: gültig, ohne Fehlversuch
1,75 Meter: gültig, ohne Fehlversuch
1,79 Meter: gültig, ohne Fehlversuch
1,83 Meter: ungültig, drei Fehlversuche

Herren

4 × 100 Meter Staffel
- Ergebnisse
Runde eins: in Lauf eins (Rang sechs) für das Halbfinale qualifiziert, 40,02 Sekunden
Halbfinale: in Lauf zwei (Rang vier) für das Finale qualifiziert, 39,46 Sekunden
Finale: 39,31 Sekunden, Rang acht
- Mannschaft
Gilles Bogui
Ouattara Lagazane
Franck Waota
Jean-Olivier Zirignon

Einzel
- Ouattara Lagazane
  - 200 Meter Lauf

Runde eins: in Lauf drei (Rang vier) für das Viertelfinale qualifiziert, 21,13 Sekunden
Viertelfinale: ausgeschieden in Lauf zwei (Rang sieben), 21,39 Sekunden
- Jean-Olivier Zirignon
  - 100 Meter Lauf

Runde eins: in Lauf eins (Rang drei) für das Viertelfinale qualifiziert, 10,55 Sekunden
Viertelfinale: ausgeschieden in Lauf vier (Rang acht), 10,54 Sekunden